# Serbisch-montenegrinische Basketballnationalmannschaft
| Weltmeisterschaften                                                                  | Weltmeisterschaften |
| ------------------------------------------------------------------------------------ | ------------------- |
| Endrundenteilnahmen: 3 (Erste: 1998) Bestes Ergebnis: Weltmeister 1998, 2002         |                     |
| Olympische Spiele                                                                    |                     |
| Endrundenteilnahmen: 2 (Erste: 1996) Bestes Ergebnis: Silber 1996                    |                     |
| Europameisterschaften                                                                |                     |
| Endrundenteilnahmen: 5 (Erste: 1995) Bestes Ergebnis: Europameister 1995, 1997, 2001 |                     |

Die serbisch-montenegrinische Basketballnationalmannschaft (2003 bis 2006) bzw. die Basketballnationalmannschaft der Bundesrepublik Jugoslawien (1993 bis 2003) war die von 1993/94 bis 2006 bestehende Basketballauswahl des nachfolgenden Staatenbundes des 1992 untergegangenen Staates Jugoslawien. Als sich im Mai 2006 Montenegro offiziell durch eine Unabhängigkeitserklärung nach einem Unabhängigkeitsreferendum aus dem Staatenbund Serbien und Montenegro löste, wurde die Serbische Basketballnationalmannschaft der offizielle Nachfolger der serbisch-montenegrinischen Basketballnationalmannschaft.

## FIBA-Basketball-Weltmeisterschaften
- 1994 – Nicht teilgenommen
- 1998 – 1. Platz
- 2002 – 1. Platz
- 2006 – 11. Platz

## Olympische Sommerspiele
- Olympische Sommerspiele 1992 – Nicht teilgenommen
- Olympische Sommerspiele 1996 – Silber
- Olympische Sommerspiele 2000 – 6. Platz
- Olympische Sommerspiele 2004 – 11. Platz

## Basketball-Europameisterschaften
- 1993 – nicht teilgenommen
- 1995 – 1. Platz
- 1997 – 1. Platz
- 1999 – 3. Platz
- 2001 – 1. Platz
- 2003 – 6. Platz
- 2005 – 11. Platz